# Maják na mysu Fréhel

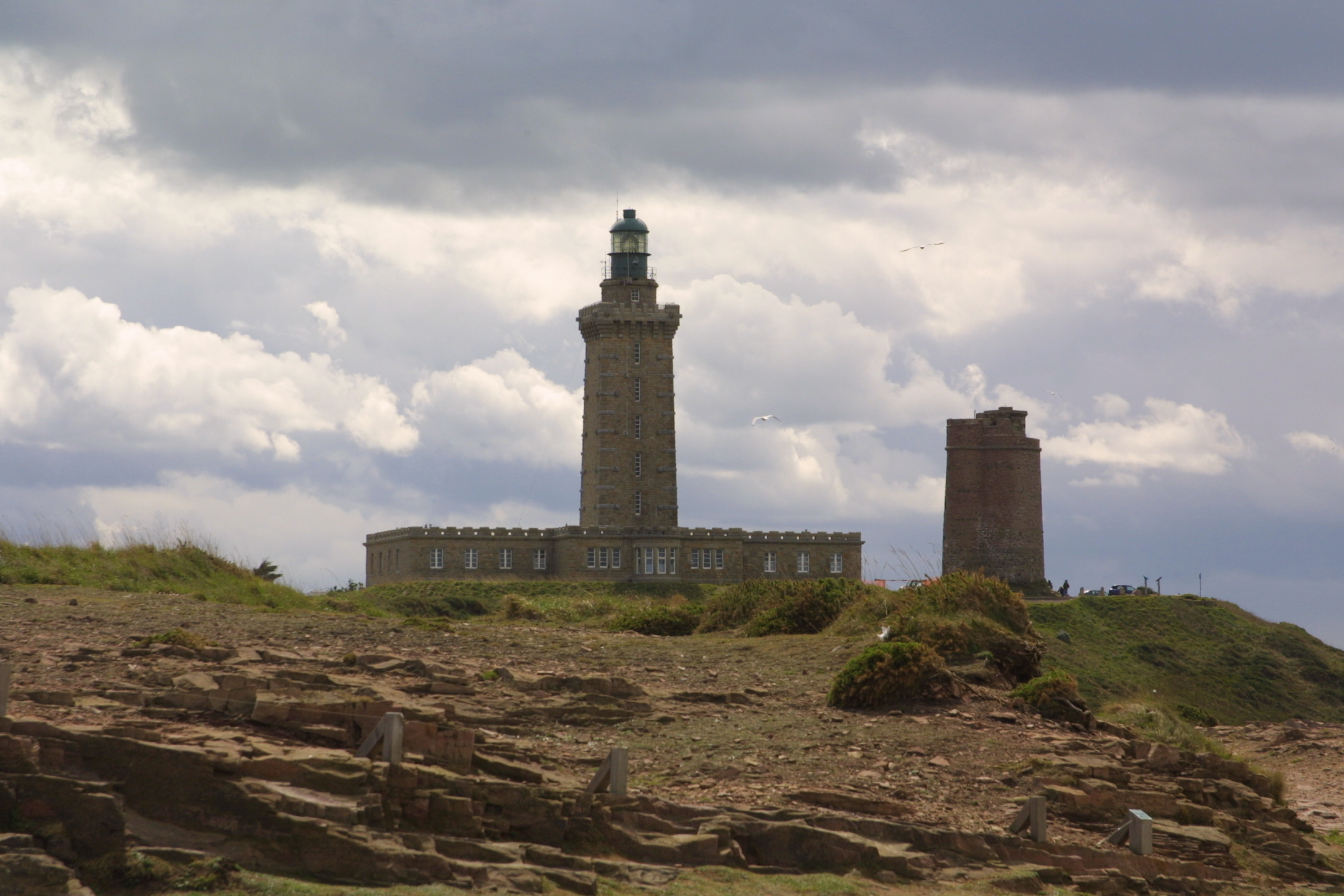
Současný maják na mysu Fréhel a původní maják z roku 1702 (vpravo)

Maják na mysu Fréhel (Phare du Cap Fréhel) je námořní maják v departmentu Côtes-d'Armor ve Francii). Současný maják byl postaven v letech 1946 až 1950 na výběžku mysu Fréhel, více než 70 metrů nad hladinou. Nahradil dvě předchozí starší stavby ve stejných místech. Osvětluje a zajišťuje plavbu do zálivu Saint-Brieuc směrem na Saint-Malo, velmi těžce přístupného z důvodu silného větru. 22. listopadu 2010 byl prohlášen za historickou památku.

## Historie

### První maják – tzv.Vaubanova věž

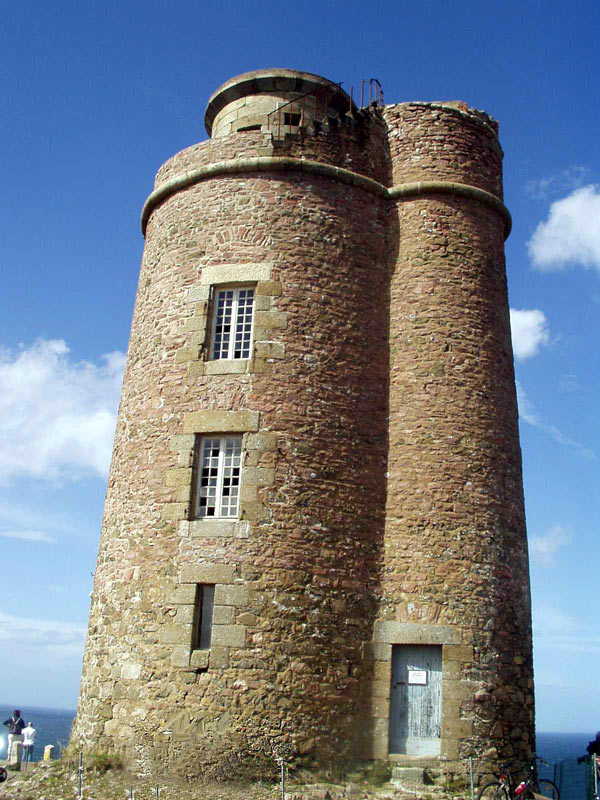
Starý maják

V květnu 1694 generální komisař Ludvíka XIV. pro opevnění Sébastien Le Prestre de Vauban prováděl inspekci severního pobřeží Bretaně a navrhl postavení věže k odvrácení útoků anglické flotily. V této době již Vauban postavil několik majáků (maják Stiff v Ouessantu, maják Baleines na ostrově Ré, maják Chassiron v Oléronu).
Inženýr Garengeau převzal plány majáku Stiff, aby postavil tento první maják, rozsvícený v roce 1702, avšak unikátní bylo, že byl osvětlen pouze v zimních měsících. Až v roce 1717 námořnictvo rozkázalo svítit celý rok. Náklady na provoz byly financovány z poplatku, který platily lodě připlouvající do přístavů mezi mysem Fréhel a Regnéville.
V roce 1774, svítilna s 60 kulovými reflektorů nahradila oheň. V roce 1821 byl tento systém umístěn do otáčivé svítilny. Dosah světla byl mezi 15 a 21 mílemi.
- Postaven: 1701–1702
- Rozsvícen: listopad 1702
- Výška: 15 m
- Popis: válcová věž propojená s půlkruhovou věží z kamene
- Stavitel: Siméon Garangeau
- Dodavatel: Gilles Martin Frémery
- Náklady: 6890 liber

Od roku 1702 do 1774 osvícen ohněm z uhlí.
V roce 1774 nahrazeno kulovými lucernami od Tourtille-Sangrain s 60 plynovými lampami ve 3 přerývajících se vrstvách.
V roce 1821 nahrazení svítilen svítilnami s 8 parabolickými reflektory od Bordier-Marcet, se světelným paprskem každých 135 sekund.

### Druhý maják
Kolem roku 1840 Léonce Reynaud navrhl postavit před stávající stavbou novou osmibokou věž vysokou 20 metrů, která by mohla doplňovat záběr majáku na Fresnel.
Dosah světla byl 25 mil.
Projekt elektrifikace z roku 1880 byl schválen ministerským rozhodnutím z 23. července 1886.
Během 2. světové války maják sloužil jako pozorovací bod pro německou armádu, ta jej 11. srpna 1944 odstřelila. Do roku 1950, kdy byl postaven nový maják, tedy provizorní světlo zajišťovala pouze stará Vaubanova věž.
- Postaven: 1845–1847
- Rozsvícen: 1. května 1847
- Výška nad hladinou moře: 79 metrů
- Výška: 22 metrů
- Popis: osmiboká věž z kamene uprostřed obdélníkové budovy
- Stavitel: Boucher a Méquin
- Architekt: Léonce Reynaud
- Dodavatel: Ramard et Mercier
- Náklady: 85 000 franků

1. května 1847 bylo rozsvíceno světlo s bílým paprskem s 30sekundovými intervaly, optika François Soleil s 16 poločočkami.
1875 – osvětlení na minerální oleje.
15. června 1903 – světlo se dvěma bílými paprsky každých 10 sekund; optika: ohnisková vzdálenost 0,70 m, 4 panely.

### Třetí maják (současný)
Stavba současného majáku byla zahájena v roce 1946 a dokončen a rozsvícen byl 1. července 1950. Současně byla zajištěna elektrifikace s napájením z elektrické sítě.
- Postaven: 1946–1950
- Rozsvícen: 1. července 1950
- Výška nad hladinou moře: 67,7 metru
- Výška: 32,85 metru
- Popis: čtyřboká věž z kamene uprostřed budovy do tvaru písmene „U“
- Stavitel: Jean Boyet
- Architekt: Yves Hémar
- Dodavatel: Peniguet